# Valdemar Kendzior
Valdemar Kendzior (26. januar 1926 - 13. oktober 1998) var en dansk fodboldspiller, der spillede for Skovshoved IF.
Han fik sin debut for Danmarks fodboldlandshold den 4. juni 1954, hvor han samtidig scorede et mål. Han spillede i alt to kampe og scorede tre mål for A-landsholdet.